# شركة بترون
شركة بترون ( PSE ) هي أكبر شركة لتكرير النفط وتسويقه في الفلبين، حيث توفر أكثر من ثلث احتياجات البلاد من النفط. تقوم بتشغيل مصفاة في ليماي، باتان، بطاقة 180,000 برميل لكل يوم (29,000 م3/ي) تبلغ 180,000 برميل لكل يوم (29,000 م3/ي).
من المصفاة، تنقل الشركة منتجاتها بشكل رئيسي عن طريق البحر إلى 32 مستودعًا ومحطة في البلاد. وهي تعمل في مصنع خلط زيوت التشحيم في محطة باندكان، حيث تقوم بتصنيع زيوت التشحيم والشحوم.

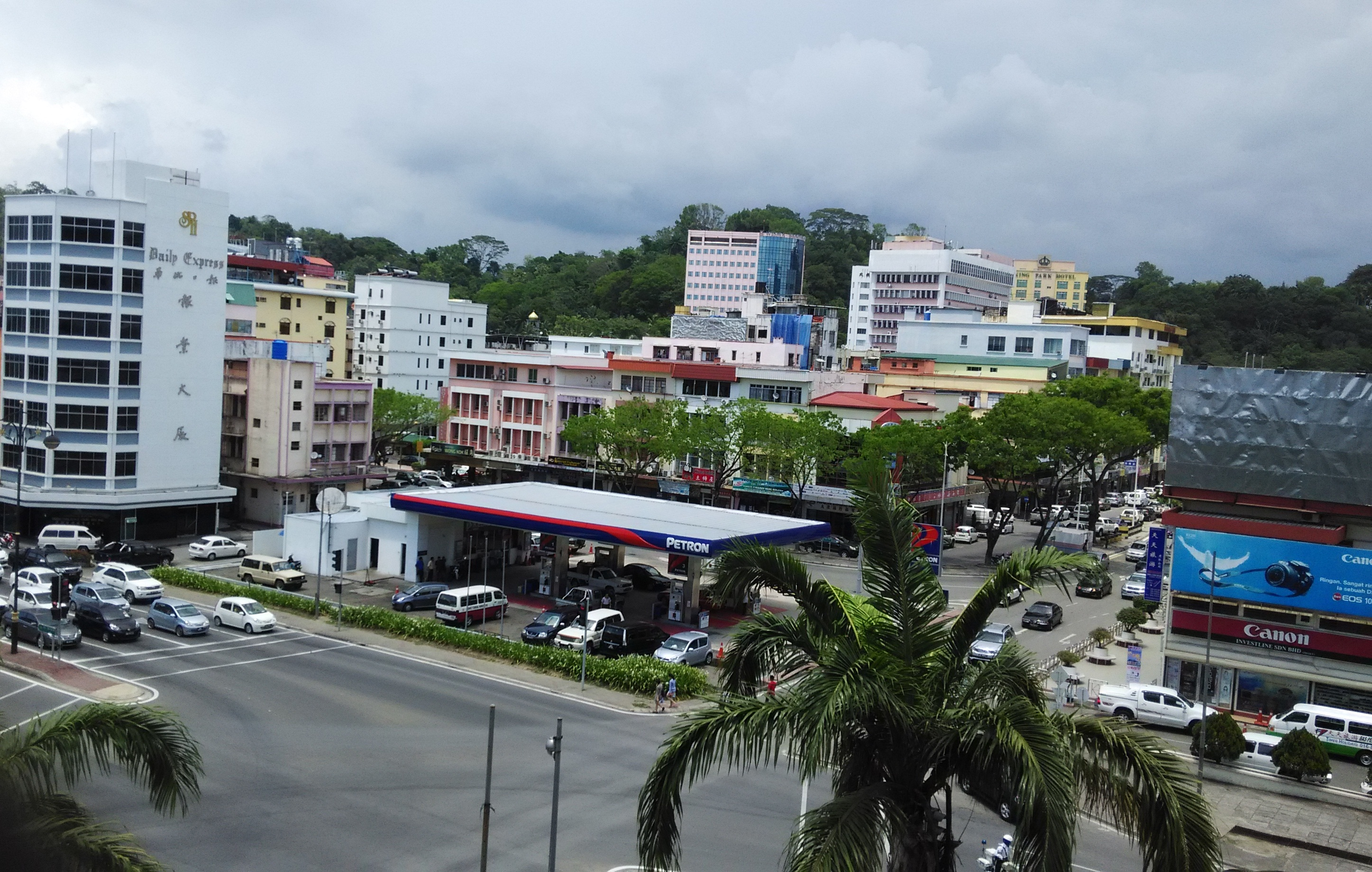
محطة بترون للنفط تقع بجوار مبنى ديلي إكسبريس في كوتا كينابالو ، صباح ، ماليزيا

## روابط خارجية
- الموقع الرسمي
- الموقع الرسمي
 (ماليزيا)